# I Just Want You
«I Just Want You» es una canción del cantante inglés de heavy metal Ozzy Osbourne. Fue lanzada como segundo sencillo de su séptimo álbum de estudio Ozzmosis, de 1995.
Fue escrita por Ozzy Osbourne, con la colaboración de Jim Vallance.

## Video
El vídeo es en blanco y negro y muestra a niños y otras personas con máscaras de animales y antiguas. En la mayor parte del video Ozzy aparece con mucho maquillaje negro alrededor de los ojos, en escenas que simulan una antigua película con imágenes distorsionadas.